# Monsagro
Monsagro és un municipi de la província de Salamanca a la comunitat autònoma de Castella i Lleó. Limita a l'Oest amb Serradilla del Llano, a l'Oest i Nord amb Serradilla del Arroyo, al Nord amb El Maíllo, a l'Est amb El Cabaco i La Alberca i al Sud amb Ladrillar.

## Demografia
| 1991 | 1996 | 2001 | 2004 |
| ---- | ---- | ---- | ---- |
| 276  | 250  | 213  | 196  |

## Patrimoni
Destaquen les empremtes fòssils (icnofòssils) d'origen marí de més de 400 milions d'anys d'antiguitat (Ordovícic) presents a les façanes d'algunes de les seves cases. S'hi poden veure exemples de cruzianes de trilobits i diversos tipus de galeries de cucs marins (skolithos, daedalus) que constitueixen una ruta autoguiada de gran interès turístic.
A Monsagro es troba també el Museu dels Mars Antics, un edifici que mostra de forma didàctica els diferents períodes geològics amb exemples fòssils.